# Rusłan Chanipow
Rusłan Anisowicz Chanipow (ros. Руслан Анисович Ханипов; ur. 29 marca 1989) – rosyjski siatkarz, grający na pozycji środkowego. 

## Sukcesy klubowe
Mistrzostwo Rosji:
- 2013
- 2010
- 2011, 2014, 2016

Puchar Rosji:
- 2012, 2013

Superpuchar Rosji:
- 2013

Liga Mistrzów:
- 2014

Puchar CEV:
- 2018[3]

Puchar Challenge:
- 2019